# ریچارد زار
ریچارد زار (انگلیسی: Richard Neil Zare؛ زاده ۱۹ نوامبر ۱۹۳۹) یک شیمی‌دان اهل ایالات متحده آمریکا است.